# Michael Bleekemolen
Michael Bleekemolen (Amsterdã, 2 de Outubro de 1949) é um ex-automobilista que correu na fórmula 1 pelas equipes RAM e ATS.